# Tom Okker
Thomas Samuel Okker (* 22. Februar 1944 in Amsterdam; Spitzname The Flying Dutchman) ist ein ehemaliger niederländischer Tennisspieler.

## Karriere
Von 1964 bis 1968 wurde er fünfmal in Folge niederländischer Meister. Im Anschluss an seine Erfolge als Amateur schloss sich Okker 1968 dem Profi-Tennis an.
1968 erreichte er beim Tennisturnier von Wimbledon das Viertelfinale. Im selben Jahr stand er bei den US Open im Finale, unterlag dort aber dem US-Amerikaner Arthur Ashe.
Seine höchste Platzierung in der Tennisweltrangliste erreichte Okker 1969, als er hinter dem Australier Rod Laver und dem Amerikaner Arthur Ashe Platz drei belegte. Insgesamt hielt er sich sieben Jahre lang in den Top Ten. Im Jahr 1979 war er für elf Wochen der Weltranglistenerste der Doppelweltrangliste.
1978 erreichte er noch einmal das Halbfinale in Wimbledon.
In seiner Karriere gewann Okker in der Open Era insgesamt 35 Turniere im Einzel und 68 im Doppel. Im Jahr 2003 wurde Tom Okker in die International Jewish Sports Hall of Fame aufgenommen.
Zwischen 1964 und 1981 trat Okker in 13 Begegnungen für die niederländische Davis-Cup-Mannschaft an. Er gewann 15 seiner 35 Matches.

## Persönliches
Er ist ein Enkel des Olympia-Fechters Simon Okker, der 1944 im KZ Auschwitz ermordet wurde.
Nach dem Ende seiner Laufbahn als Tennisspieler eröffnete Tom Okker eine Kunstgalerie, zunächst in Amsterdam, später in Hazerswoude-Dorp.

## Erfolge in der Open Era
| Legende (Anzahl der Siege) |
| Grand Slam (2)             |
| Saisonendveranstaltung (3) |
| Sonstige Turniere (98)     |

| ATP-Titel nach Belag |
| Hartplatz (21)       |
| Sand (41)            |
| Rasen (7)            |
| Teppich (35)         |

### Einzel

#### Turniersiege
| Nr. | Datum              | Turnier                    | Belag         | Finalgegner         | Ergebnis                 |
| --- | ------------------ | -------------------------- | ------------- | ------------------- | ------------------------ |
| 1.  | 3. März 1968       | Kingston                   | Hartplatz (i) | Manuel Orantes      | 6:2, 6:4                 |
| 2.  | 10. März 1968      | Barranquilla               | Sand          | Marty Riessen       | 8:6, 6:3, 6:3            |
| 3.  | 14. April 1968     | Johannesburg               | Hartplatz     | Marty Riessen       | 12:10, 6:1, 6:4          |
| 4.  | 19. Mai 1968       | Rom                        | Sand          | Bob Hewitt          | 10:8, 6:8, 6:1, 1:6, 6:0 |
| 5.  | 13. Juli 1968      | Dublin                     | Rasen         | Lew Hoad            | 6:1, 6:2                 |
| 6.  | 20. April 1969     | Monte Carlo                | Sand          | John Newcombe       | 8:10, 6:1, 7:5, 6:3      |
| 7.  | 9. Mai 1969        | Japanische Meisterschaften | Teppich (i)   | Roy Emerson         | 6:3, 6:5                 |
| 8.  | 18. Mai 1969       | Brüssel (1)                | Sand          | Željko Franulović   | 6:4, 1:6, 6:2, 6:2       |
| 9.  | 25. Mai 1969       | Amsterdam                  | Sand          | Andrés Gimeno       | 6:4, 6:3                 |
| 10. | 20. Juli 1969      | Milwaukee                  | Sand          | Marty Riessen       | 6:3, 6:4                 |
| 11. | 2. August 1969     | Hilversum (1)              | Sand          | Roger Taylor        | 10:8, 7:9, 6:4, 6:4      |
| 12. | 24. August 1969    | Newport                    | Rasen         | Dennis Ralston      | 4:6, 6:5, 1:01           |
| 13. | 11. November 1969  | Paris (1)                  | Teppich (i)   | Earl Butch Buchholz | 8:6, 6:2, 6:1            |
| 14. | 5. Mai 1970        | Atlanta                    | Hartplatz     | Dennis Ralston      | 6:4, 10:8, 6:2           |
| 15. | 10. Mai 1970       | Brüssel (2)                | Sand          | Ilie Năstase        | 6:3, 6:4, 0:6, 4:6, 6:4  |
| 16. | 25. Juli 1970      | Leicester                  | Rasen         | Roger Taylor        | 6:1, 10:8                |
| 17. | 2. August 1970     | Hilversum (2)              | Sand          | Roger Taylor        | 4:6, 6:0, 6:1, 6:3       |
| 18. | 17. August 1970    | Hamburg                    | Sand          | Ilie Năstase        | 4:6, 6:3, 6:3, 6:4       |
| 19. | 25. Juli 1971      | Louisville                 | Sand          | Cliff Drysdale      | 3:6, 6:4, 6:1            |
| 20. | 1. August 1971     | Quebec                     | Sand          | Rod Laver           | 6:3, 7:6, 6:7, 6:1       |
| 21. | 19. März 1972      | Chicago                    | Sand          | Arthur Ashe         | 4:6, 6:2, 6:3            |
| 22. | 25. März 1973      | Washington                 | Teppich (i)   | Arthur Ashe         | 6:3, 6:74, 7:63          |
| 23. | 22. Juli 1973      | Hilversum (3)              | Sand          | Andrés Gimeno       | 2:6, 6:4, 6:4, 6:7, 6:3  |
| 24. | 26. August 1973    | Toronto                    | Sand          | Manuel Orantes      | 6:3, 6:2, 6:1            |
| 25. | 16. September 1973 | Seattle                    | Teppich (i)   | John Alexander      | 7:5, 6:4                 |
| 26. | 30. September 1973 | Chicago                    | Hartplatz (i) | John Newcombe       | 3:6, 7:6, 6:3            |
| 27. | 21. Oktober 1973   | Madrid                     | Sand          | Jaime Fillol        | 4:6, 6:3, 6:3, 7:5       |
| 28. | 17. November 1973  | Madrid                     | Teppich (i)   | Ilie Năstase        | 6:3, 6:4                 |
| 29. | 17. Februar 1974   | Toronto                    | Teppich (i)   | Ilie Năstase        | 6:3, 6:4                 |
| 30. | 31. März 1974      | Rotterdam                  | Teppich (i)   | Tom Gorman          | 4:6, 7:62, 6:1           |
| 31. | 5. Mai 1974        | Acapulco                   | Teppich (i)   | Jan Kodeš           | 6:2, 7:6                 |
| 32. | 21. Juni 1975      | Nottingham                 | Rasen         | Tony Roche          | 6:1, 3:6, 6:3            |
| 33. | 2. November 1975   | Paris (2)                  | Hartplatz (i) | Arthur Ashe         | 6:3, 2:6, 6:3, 3:6, 6:4  |
| 34. | 6. Februar 1977    | Richmond                   | Teppich (i)   | Vitas Gerulaitis    | 3:6, 6:3, 6:4            |
| 35. | 14. Oktober 1979   | Tel Aviv                   | Hartplatz     | Per Hjertquist      | 6:4, 6:3                 |

#### Finalteilnahmen
| Nr. | Datum              | Turnier                  | Belag         | Finalgegner    | Ergebnis                  |
| --- | ------------------ | ------------------------ | ------------- | -------------- | ------------------------- |
| 1.  | 13. Januar 1968    | Bloemfontein             | Hartplatz     | Marty Riessen  | 5:7, 3:6                  |
| 2.  | 24. März 1968      | Curaçao                  | Hartplatz     | Marty Riessen  | 5:7, 6:3, 11:9, 2:6, 2:6  |
| 3.  | 3. Juni 1968       | Berlin                   | Hartplatz     | Manuel Santana | 8:6, 4:6, 1:6, 2:6        |
| 4.  | 16. Juni 1968      | Lugano                   | Sand          | Ion Țiriac     | 8:6, 5:7, 0:6             |
| 5.  | 22. Juni 1968      | Queen’s Club             | Rasen         | Clark Graebner | geteilter Sieg            |
| 6.  | 21. Juli 1968      | Gstaad (1)               | Sand          | Cliff Drysdale | 3:6, 3:6, 0:6             |
| 7.  | 9. September 1968  | US Open                  | Rasen         | Arthur Ashe    | 12:14, 7:5, 3:6, 6:3, 3:6 |
| 8.  | 11. April 1969     | Johannesburg             | Hartplatz     | Rod Laver      | 3:6, 8:10, 3:6            |
| 9.  | 28. Juli 1969      | Gstaad (2)               | Sand          | Roy Emerson    | 2:6, 14:12, 4:6, 4:6      |
| 10. | 11. August 1969    | Hamburg                  | Sand          | Tony Roche     | 1:6, 7:5, 5:7, 6:8        |
| 11. | 5. Oktober 1969    | Tucson                   | Sand          | Tony Roche     | 7:9, 1:6                  |
| 12. | 15. November 1969  | Wien                     | Hartplatz (i) | Tony Roche     | kampflos                  |
| 13. | 1. Februar 1970    | Auckland                 | Rasen         | Roger Taylor   | 4:6, 4:6, 1:6             |
| 14. | 19. Juli 1970      | Gstaad (3)               | Sand          | Tony Roche     | 3:6, 5:7, 3:6             |
| 15. | 25. März 1971      | Tennis Champions Classic | Teppich (i)   | Rod Laver      | 5:6, 2:6, 1:6             |
| 16. | 11. April 1971     | Monte Carlo              | Sand          | Ilie Năstase   | 6:3, 6:8, 1:6, 1:6        |
| 17. | 11. Juli 1971      | Gstaad (4)               | Sand          | John Newcombe  | 2:6, 7:5, 6:1, 5:7, 3:6   |
| 18. | 15. August 1971    | Toronto                  | Sand          | John Newcombe  | 6:7, 6:3, 2:6, 6:7        |
| 19. | 10. Oktober 1971   | Vancouver                | Teppich (i)   | Ken Rosewall   | 2:6, 2:6, 4:6             |
| 20. | 6. Oktober 1972    | Boston                   | Hartplatz     | Bob Lutz       | 4:6, 6:2, 4:6, 4:6        |
| 21. | 12. November 1972  | Stockholm (1)            | Hartplatz (i) | Stan Smith     | 4:6, 3:6                  |
| 22. | 18. November 1972  | Rotterdam (1)            | Teppich (i)   | Arthur Ashe    | 6:3, 2:6, 1:6             |
| 23. | 29. Juli 1973      | Washington               | Sand          | Arthur Ashe    | 4:6, 2:6                  |
| 24. | 23. September 1973 | Los Angeles              | Hartplatz     | Jimmy Connors  | 5:7, 6:7                  |
| 25. | 8. Dezember 1973   | Masters                  | Hartplatz (i) | Ilie Năstase   | 3:6, 5:7, 6:4, 3:6        |
| 26. | 17. März 1974      | Washington               | Teppich (i)   | Ilie Năstase   | 3:6, 3:6                  |
| 27. | 25. August 1974    | Boston                   | Teppich (i)   | Björn Borg     | 6:7, 1:6, 1:6             |
| 28. | 10. November 1974  | Stockholm (2)            | Hartplatz (i) | Arthur Ashe    | 2:6, 2:6                  |
| 29. | 2. März 1975       | Rotterdam (2)            | Teppich (i)   | Arthur Ashe    | 6:3, 2:6, 4:6             |
| 30. | 19. April 1975     | Johannesburg             | Hartplatz     | Buster Mottram | 4:6, 2:6                  |
| 31. | 27. April 1975     | Stockholm                | Teppich (i)   | Arthur Ashe    | 4:6, 2:6                  |
| 32. | 30. Juli 1978      | Hilversum                | Sand          | Balázs Taróczy | 6:2, 1:6, 2:6, 4:6        |

### Doppel

#### Turniersiege
| Nr. | Datum              | Turnier               | Belag         | Doppelpartner    | Finalgegner                          | Ergebnis                |
| --- | ------------------ | --------------------- | ------------- | ---------------- | ------------------------------------ | ----------------------- |
| 1.  | 19. Mai 1968       | Rom (1)               | Sand          | Marty Riessen    | Allan Stone Nicky Kalogeropoulos     | 6:3, 6:4, 6:2           |
| 2.  | 11. August 1968    | Hamburg (1)           | Sand          | Marty Riessen    | John Newcombe Tony Roche             | 6:4, 6:4, 7:5           |
| 3.  | 9. Februar 1969    | Philadelphia (1)      | Teppich (i)   | Marty Riessen    | John Newcombe Tony Roche             | 8:6, 6:4                |
| 4.  | 28. Juli 1969      | Gstaad (1)            | Sand          | Marty Riessen    | Mal Anderson Roy Emerson             | 6:1, 6:4                |
| 5.  | 11. August 1969    | Hamburg (2)           | Sand          | Marty Riessen    | Jean-Claude Barclay Jürgen Faßbender | 6:1, 6:2, 6:4           |
| 6.  | 20. Juni 1970      | Queen’s Club (1)      | Rasen         | Marty Riessen    | Arthur Ashe Charlie Pasarell         | 6:4, 6:4                |
| 7.  | 27. September 1970 | Los Angeles           | Hartplatz     | Marty Riessen    | Bob Lutz Stan Smith                  | 7:6, 6:2                |
| 8.  | 28. März 1971      | Chicago (1)           | Teppich (i)   | Marty Riessen    | John Newcombe Tony Roche             | 7:6, 4:6, 7:6           |
| 9.  | 2. Mai 1971        | Dallas                | Teppich (i)   | Marty Riessen    | Bob Lutz Charlie Pasarell            | 7:6, 4:6, 7:6           |
| 10. | 19. Juni 1971      | Queen’s Club (2)      | Rasen         | Marty Riessen    | Stan Smith Erik van Dillen           | 8:6, 4:6, 10:8          |
| 11. | 18. Juli 1971      | Washington (1)        | Sand          | Marty Riessen    | Bob Carmichael Ray Ruffels           | 7:6, 6:2                |
| 12. | 15. August 1971    | Toronto               | Sand          | Marty Riessen    | Arthur Ashe Dennis Ralston           | 6:3, 3:6, 6:1           |
| 13. | 17. Oktober 1971   | Köln                  | Teppich (i)   | Marty Riessen    | Roy Emerson Rod Laver                | 6:7, 3:6, 7:6, 6:3, 6:4 |
| 14. | 6. Februar 1972    | Richmond              | Teppich (i)   | Marty Riessen    | John Newcombe Tony Roche             | 7:6, 7:6                |
| 15. | 3. März 1972       | Hollywood             | Teppich (i)   | Marty Riessen    | Roy Emerson Rod Laver                | 7:5, 6:4                |
| 16. | 19. März 1972      | Chicago (2)           | Teppich (i)   | Marty Riessen    | Roy Emerson Rod Laver                | 6:2, 6:3                |
| 17. | 23. April 1972     | Charlotte (1)         | Sand          | Marty Riessen    | John Newcombe Tony Roche             | 6:4, 4:6, 7:6           |
| 18. | 23. Juli 1972      | Washington (2)        | Sand          | Marty Riessen    | John Newcombe Tony Roche             | 3:6, 6:3, 6:2           |
| 19. | 20. August 1972    | Fort Worth            | Hartplatz     | Marty Riessen    | Ken Rosewall Fred Stolle             | 6:2, 6:2                |
| 20. | 20. August 1972    | Montreal              | Teppich (i)   | Marty Riessen    | Bob Maud Ken Rosewall                | 6:1, 4:6, 7:6           |
| 21. | 1. Oktober 1972    | Alamo                 | Hartplatz     | Marty Riessen    | Ismail El Shafei Brian Fairlie       | 7:6, 6:4                |
| 22. | 5. November 1972   | Göteborg              | Teppich (i)   | Marty Riessen    | Ismail El Shafei Brian Fairlie       | 6:2, 7:6                |
| 23. | 12. November 1972  | Stockholm (1)         | Hartplatz (i) | Marty Riessen    | Roy Emerson Colin Dibley             | 7:5, 7:6                |
| 24. | 27. Januar 1973    | London                | Teppich (i)   | Marty Riessen    | Arthur Ashe Roscoe Tanner            | 6:3, 6:3                |
| 25. | 4. Februar 1973    | Mailand               | Teppich (i)   | Marty Riessen    | Ken Rosewall Fred Stolle             | 6:3, 6:3                |
| 26. | 25. März 1973      | Washington (3)        | Teppich (i)   | Marty Riessen    | Arthur Ashe Roscoe Tanner            | 4:6, 7:5, 6:2           |
| 27. | 8. April 1973      | Houston               | Sand          | Marty Riessen    | Arthur Ashe Roscoe Tanner            | 7:5, 7:5                |
| 28. | 22. April 1973     | Charlotte (2)         | Sand          | Marty Riessen    | Tom Gorman Erik van Dillen           | 7:6, 3:6, 6:3           |
| 29. | 3. Juni 1973       | French Open           | Sand          | John Newcombe    | Jimmy Connors Ilie Năstase           | 6:1, 3:6, 6:3, 5:7, 6:4 |
| 30. | 10. Juni 1973      | Rom (2)               | Sand          | John Newcombe    | Ross Case Geoff Masters              | 6:3, 6:2, 6:4           |
| 31. | 23. Juni 1973      | Queen’s Club (3)      | Rasen         | Marty Riessen    | Ray Keldie Raymond Moore             | 6:4, 7:5                |
| 32. | 16. September 1973 | Seattle               | Teppich (i)   | Tom Gorman       | Bob Carmichael Frew McMillan         | 2:6, 6:4, 7:6           |
| 33. | 14. Oktober 1973   | Barcelona             | Sand          | Ilie Năstase     | Antonio Muñoz Manuel Orantes         | 4:6, 6:3, 6:2           |
| 34. | 21. Oktober 1973   | Madrid                | Sand          | Ilie Năstase     | Bob Carmichael Frew McMillan         | 6:3, 6:0                |
| 35. | 21. Oktober 1973   | Johannesburg          | Hartplatz     | Arthur Ashe      | Lew Hoad Bob Maud                    | 6:2, 4:6, 6:2, 6:4      |
| 36. | 10. November 1974  | Stockholm (2)         | Hartplatz (i) | Marty Riessen    | Bob Hewitt Frew McMillan             | 2:6, 6:3, 6:4           |
| 37. | 23. Februar 1975   | Barcelona             | Teppich (i)   | Arthur Ashe      | Paolo Bertolucci Adriano Panatta     | 7:5, 6:1                |
| 38. | 19. April 1975     | Johannesburg          | Hartplatz     | Arthur Ashe      | Bob Hewitt Frew McMillan             | 6:3, 6:2                |
| 39. | 27. April 1975     | Stockholm             | Teppich (i)   | Arthur Ashe      | Patrice Dominguez Kim Warwick        | 6:3, 7:63               |
| 40. | 15. November 1975  | Hongkong              | Hartplatz     | Ken Rosewall     | Bob Carmichael Sandy Mayer           | 6:3, 6:4                |
| 41. | 7. März 1976       | Basel                 | Hartplatz (i) | Frew McMillan    | Dick Crealy Karl Meiler              | 6:4, 7:6, 6:4           |
| 42. | 12. September 1976 | US Open               | Sand          | Marty Riessen    | Paul Kronk Cliff Letcher             | 6:4, 6:4                |
| 43. | 31. Oktober 1976   | Paris                 | Hartplatz (i) | Marty Riessen    | Fred McNair Sherwood Stewart         | 6:2, 6:2                |
| 44. | 16. Januar 1977    | Birmingham (1)        | Teppich (i)   | Wojciech Fibak   | Billy Martin Bill Scanlon            | 6:3, 6:4                |
| 45. | 6. Februar 1977    | Richmond              | Teppich (i)   | Wojciech Fibak   | Ross Case Tony Roche                 | 6:4, 6:4                |
| 46. | 13. Februar 1977   | Mexiko-Stadt          | Teppich (i)   | Wojciech Fibak   | Ilie Năstase Adriano Panatta         | 6:2, 6:3                |
| 47. | 20. Februar 1977   | Toronto               | Teppich (i)   | Wojciech Fibak   | Ross Case Tony Roche                 | 6:4, 6:1                |
| 48. | 27. März 1977      | Rotterdam             | Teppich (i)   | Wojciech Fibak   | Vijay Amritraj Dick Stockton         | 6:4, 6:4                |
| 49. | 24. April 1977     | Charlotte (3)         | Sand          | Ken Rosewall     | Corrado Barazzutti Adriano Panatta   | 6:1, 3:6, 7:6           |
| 50. | 18. September 1977 | Woodlands Doubles (1) | Hartplatz     | Marty Riessen    | Tim Gullikson Tom Gullikson          | 3:6, 6:3, 6:3, 4:6, 6:1 |
| 51. | 13. November 1977  | Stockholm             | Hartplatz (i) | Wojciech Fibak   | Brian Gottfried Raúl Ramírez         | 6:3, 6:2                |
| 52. | 23. April 1978     | Houston               | Sand          | Wojciech Fibak   | Tom Leonard Mike Machette            | 7:5, 7:5                |
| 53. | 7. Mai 1978        | WCT Doubles Finals    | Teppich (i)   | Wojciech Fibak   | Stan Smith Bob Lutz                  | 6:7, 6:4, 6:0, 6:3      |
| 54. | 21. Mai 1978       | Hamburg (3)           | Sand          | Wojciech Fibak   | Antonio Muñoz Víctor Pecci           | 6:2, 6:4                |
| 55. | 16. Juli 1978      | Gstaad                | Sand          | Mark Edmondson   | Bob Hewitt Kim Warwick               | 6:4, 1:6, 6:1, 6:4      |
| 56. | 30. Juli 1978      | Hilversum             | Sand          | Balázs Taróczy   | Bob Carmichael Mark Edmondson        | 7:6, 4:6, 7:5           |
| 57. | 20. August 1978    | Toronto               | Sand          | Wojciech Fibak   | Colin Dowdeswell Heinz Günthardt     | 6:3, 7:6                |
| 58. | 17. September 1978 | Woodlands Doubles (2) | Teppich       | Wojciech Fibak   | Marty Riessen Sherwood Stewart       | 7:6, 3:6, 4:6, 7:6, 6:3 |
| 59. | 13. November 1978  | Stockholm (3)         | Hartplatz (i) | Wojciech Fibak   | Stan Smith Bob Lutz                  | 6:3, 6:2                |
| 60. | 28. Januar 1979    | Philadelphia (2)      | Teppich (i)   | Wojciech Fibak   | Peter Fleming John McEnroe           | 5:7, 6:1, 6:3           |
| 61. | 4. März 1979       | Memphis               | Teppich (i)   | Wojciech Fibak   | Frew McMillan Dick Stockton          | 6:4, 6:4                |
| 62. | 1. April 1979      | Stuttgart Indoor      | Hartplatz (i) | Wojciech Fibak   | Bob Carmichael Brian Teacher         | 6:3, 5:7, 7:6           |
| 63. | 27. Mai 1979       | München               | Sand          | Wojciech Fibak   | Jürgen Faßbender Jean-Louis Haillet  | 7:6, 7:5                |
| 64. | 29. Juli 1979      | Hilversum (3)         | Sand          | Balázs Taróczy   | Jan Kodeš Tomáš Šmíd                 | 6:1, 6:3                |
| 65. | 13. Oktober 1979   | Tel Aviv              | Hartplatz     | Ilie Năstase     | Mike Cahill Colin Dibley             | 7:5, 6:4                |
| 66. | 20. Januar 1980    | Birmingham (2)        | Teppich (i)   | Wojciech Fibak   | José Luis Clerc Ilie Năstase         | 6:3, 6:4                |
| 67. | 9. März 1980       | Kairo                 | Sand          | Ismail El Shafei | Christophe Freyss Bernard Fritz      | 6:3, 3:6, 6:3           |
| 68. | 27. Juli 1980      | Hilversum (4)         | Sand          | Balázs Taróczy   | Tony Giammalva Buster Mottram        | 7:5, 6:3, 7:6           |

#### Finalteilnahmen
| Nr. | Datum             | Turnier                 | Belag         | Doppelpartner    | Finalgegner                      | Ergebnis                     |
| --- | ----------------- | ----------------------- | ------------- | ---------------- | -------------------------------- | ---------------------------- |
| 1.  | 21. Juli 1968     | Gstaad (1)              | Sand          | Mal Anderson     | John Newcombe Dennis Ralston     | 10:8, 10:12, 14:12, 3:6, 3:6 |
| 2.  | 28. April 1969    | Rom                     | Sand          | Mal Anderson     | John Newcombe Tony Roche         | 4:6, 6:1, aufgg.             |
| 3.  | 5. Juli 1969      | Wimbledon Championships | Rasen         | Marty Riessen    | John Newcombe Tony Roche         | 5:7, 9:11, 3:6               |
| 4.  | 19. Juli 1970     | Gstaad (2)              | Sand          | Marty Riessen    | Cliff Drysdale Roger Taylor      | 2:6, 3:6, 2:6                |
| 5.  | 17. August 1970   | Hamburg                 | Sand          | Nikola Pilić     | Bob Hewitt Frew McMillan         | 3:6, 5:7, 2:6                |
| 6.  | 14. Januar 1971   | Australian Open         | Rasen         | Marty Riessen    | John Newcombe Tony Roche         | 2:6, 6:7                     |
| 7.  | 11. April 1971    | Monte Carlo (1)         | Sand          | Roger Taylor     | Ilie Năstase Ion Țiriac          | 6:1, 3:6, 3:6, 6:8           |
| 8.  | 11. Juli 1971     | Gstaad (3)              | Sand          | John Newcombe    | John Alexander Phil Dent         | 7:5, 3:6, 4:6                |
| 9.  | 1. August 1971    | Quebec                  | Teppich (i)   | Marty Riessen    | Roy Emerson Rod Laver            | 6:7, 2:6                     |
| 10. | 8. August 1971    | Boston                  | Hartplatz     | Marty Riessen    | Roy Emerson Rod Laver            | 4:6, 4:6                     |
| 11. | 25. Februar 1973  | Köln                    | Teppich (i)   | Marty Riessen    | Mark Cox Graham Stilwell         | 6:7, 3:6                     |
| 12. | 29. April 1973    | Denver (1)              | Teppich (i)   | Marty Riessen    | Arthur Ashe Roscoe Tanner        | 6:3, 3:6, 6:7                |
| 13. | 6. Mai 1973       | WCT Doubles Finals (1)  | Teppich (i)   | Marty Riessen    | Bob Lutz Stan Smith              | 2:6, 6:71, 0:6               |
| 14. | 17. Februar 1974  | Toronto                 | Teppich (i)   | Marty Riessen    | Raúl Ramírez Tony Roche          | 3:6, 6:2, 4:6                |
| 15. | 3. März 1974      | Miami                   | Teppich (i)   | Marty Riessen    | John Alexander Phil Dent         | 6:4, 4:6, 5:7                |
| 16. | 17. März 1974     | Washington              | Teppich (i)   | Marty Riessen    | Bob Hewitt Frew McMillan         | 6:7, 3:6                     |
| 17. | 26. November 1974 | Johannesburg            | Hartplatz     | Marty Riessen    | Bob Hewitt Frew McMillan         | 6:7, 4:6, 3:6                |
| 18. | 12. Februar 1975  | Bologna                 | Teppich (i)   | Arthur Ashe      | Paolo Bertolucci Adriano Panatta | 3:6, 6:3, 3:6                |
| 19. | 30. März 1975     | Monte Carlo (2)         | Sand          | Arthur Ashe      | Bob Hewitt Frew McMillan         | 3:6, 2:6                     |
| 20. | 21. Juni 1975     | Nottingham              | Rasen         | Marty Riessen    | Charlie Pasarell Roscoe Tanner   | 2:6, 3:6                     |
| 21. | 7. September 1975 | US Open                 | Sand          | Marty Riessen    | Jimmy Connors Ilie Năstase       | 4:6, 6:7                     |
| 22. | 2. November 1975  | Paris                   | Hartplatz (i) | Ilie Năstase     | Wojciech Fibak Karl Meiler       | 4:6, 6:7                     |
| 23. | 11. Januar 1976   | Columbus                | Teppich (i)   | Arthur Ashe      | Bob Hewitt Frew McMillan         | 6:74, 4:6                    |
| 24. | 8. Februar 1976   | Richmond                | Teppich (i)   | Arthur Ashe      | Brian Gottfried Raúl Ramírez     | 4:6, 5:7                     |
| 25. | 29. Februar 1976  | Rotterdam               | Teppich (i)   | Arthur Ashe      | Rod Laver Frew McMillan          | 1:6, 7:64, 6:75              |
| 26. | 10. April 1976    | Johannesburg            | Hartplatz     | Frew McMillan    | Marty Riessen Roscoe Tanner      | 2:6, 5:7                     |
| 27. | 26. April 1976    | Stockholm               | Teppich (i)   | Adriano Panatta  | Alex Metreweli Ilie Năstase      | 4:6, 5:7                     |
| 28. | 14. November 1976 | Stockholm (1)           | Hartplatz (i) | Marty Riessen    | Bob Hewitt Frew McMillan         | 4:6, 6:4, 4:6                |
| 29. | 30. Januar 1977   | Philadelphia            | Teppich (i)   | Wojciech Fibak   | Bob Hewitt Frew McMillan         | 1:6, 6:1, 3:6                |
| 30. | 10. April 1977    | Monte Carlo (3)         | Sand          | Wojciech Fibak   | François Jauffret Jan Kodeš      | 6:2, 3:6, 2:6                |
| 31. | 12. Februar 1978  | St. Louis               | Teppich (i)   | Wojciech Fibak   | Bob Hewitt Frew McMillan         | 3:6, 2:6                     |
| 32. | 28. Mai 1978      | München                 | Sand          | Jürgen Faßbender | Ion Țiriac Guillermo Vilas       | 6:3, 4:6, 6:7                |
| 33. | 14. Januar 1979   | Masters (1)             | Teppich (i)   | Wojciech Fibak   | Peter Fleming John McEnroe       | 4:6, 2:6, 4:6                |
| 34. | 21. Januar 1979   | Birmingham              | Teppich (i)   | Ilie Năstase     | Stan Smith Dick Stockton         | 2:6, 3:6                     |
| 35. | 25. Februar 1979  | Denver (2)              | Teppich (i)   | Wojciech Fibak   | Bob Lutz Stan Smith              | 6:7, 3:6                     |
| 36. | 11. November 1979 | Stockholm (2)           | Hartplatz (i) | Wojciech Fibak   | John McEnroe Peter Fleming       | 4:6, 4:6                     |
| 37. | 6. Januar 1980    | WCT Doubles Finals (2)  | Teppich (i)   | Wojciech Fibak   | Brian Gottfried Raúl Ramírez     | 6:3, 4:6, 4:6, 6:3, 3:6      |
| 38. | 13. Januar 1980   | Masters (2)             | Teppich (i)   | Wojciech Fibak   | Peter Fleming John McEnroe       | 3:6, 6:7, 1:6                |
| 39. | 23. November 1980 | Bangkok                 | Teppich (i)   | Dick Stockton    | Ferdi Taygan Brian Teacher       | 6:7, 6:7                     |